# Pseuderos lutea
Pseuderos lutea är en skalbaggsart som först beskrevs av Jordan 1894.  Pseuderos lutea ingår i släktet Pseuderos och familjen långhorningar. Inga underarter finns listade i Catalogue of Life.